# Aquilegia nugorensis
Aquilegia nugorensis là một loài thực vật có hoa trong họ Mao lương. Loài này được Arrigoni & E.Nardi mô tả khoa học đầu tiên năm 1978.